# 2498 Цесевич
2498 Цесевич (2498 Tsesevich) — астероїд головного поясу, відкритий 23 серпня 1977 року.
Тіссеранів параметр щодо Юпітера — 3,276.